# Trekampen
Ej att förväxla med friidrottsgrenen trekamp.
Trekampen var namnet på en TV-tävling mellan städer i Skandinavien under mitten av 1960-talet. Tävlingarna direktsändes under ett antal lördagar i Nordvisionen. Den allra första tävlingsomgången startade 1964 och programledare var Lasse Holmqvist.
Tv som medium var fortfarande relativt nytt i Sverige och det allra första programmet rönte stor uppmärksamhet i media. Främst i lokalpressen men även i rikspressen. Under januari 1964 skrevs en mängd tidningsartiklar om förberedelserna inför den första tävlingen som stod mellan Mariefred i Sverige, Drøbak i Norge och Sakskøbing i Danmark. Tre av respektive lands minsta städer. Tävlingen gick därpå vidare med allt större städer för att avslutas med tävlingen mellan Stockholm, Oslo och Köpenhamn.
Det som präglade upplägget av tävlingen var att varje stad i förväg skull producera frågor om ett av de andra deltagande länderna för staden från det tredje landet. Frågorna skulle också godkännas av en jury innan, i vilken bland annat ingick professor Jörgen Weibull. Mariefred hade således att skapa avancerade frågor om Norge för Saksköbings lag och likaså om Danmark för Dröbaks lag. Frågorna skulle vara komplicerade men inte omöjliga att ta fram svaren på. Lagen fick ta fram svaren på i princip vilket sätt som helst, men inom 20 minuter. Man hade möjlighet att i förväg mobilisera alla tänkbara resurser. På den tiden handlade det till exempel om öppna telefonlinjer till "bundsförvanter" i något av motståndarländerna, tillgång till bibliotek etc.
Varje stad satte samman sitt lag av tiotalet personer med skilda kompetenser, i Mariefredslaget ingick bland annat rektorn och lagledaren och sedermera riksdagsmannen Gösta Karlsson, kommunalborgmästaren Gustav Lundberg, rektorn Sören Gottberg, kyrkoherden Einar Rydberg, ämneslärare Hjördis Björnör, pastorn Thorild Zettergren, slottsvaktmästaren Carl-Otto Holmström, kantorn Lars-Erik Hedbor, apotekaren Sten-Erik Wiman, lokalredaktörerna Yngve Andersson Strengnäs tidning och Arne Nilsson Folket samt Lena Crafoort.
Varje tävling innehöll också en praktisk uppgift som alla invånare i staden kunde delta i. I den första tävlingen mellan Mariefred, Dröbak och Saksköbing handlade det om att under den timme som tävlingen pågick sy ett så långt lapptäcke som möjligt av grytlappar. Hela staden bidrog med grytlappar och Mariefredsborna fick också ihop det längsta. På grund av en reva i täcket vid 9 meter underkändes dock stadens täcke.
Den första tävlingen vann Mariefredslaget och som det uttrycktes i Svenska Dagbladet: "En fullträff - Mariefred i segerrus".